# Roger East
Roger East (7 de fevereiro de 1922 - 8 de dezembro de 1975) foi um jornalista australiano assassinado pelos militares indonésios durante a invasão do Timor Leste em 1975.
East era um jornalista freelancer que trabalhava para a Australian Associated Press (AAP). Ele viajou para o Timor Português (atualmente Timor-Leste) em outubro de 1975, seguindo a história dos Cinco de Balibo (Balibo Five), que haviam sido mortos por soldados indonésios poucas semanas antes. Roger East foi capturado pelas forças armadas indonésias e levado, juntamente com muitos outros prisioneiros, para a zona ribeirinha de Díli, onde ele e vários outros foram então executados pelo pelotão de fuzilamento.